# Вайдхофен (Бавария)
Вайдхофен (нем. Waidhofen) — община в Германии, в земле Бавария.
Подчиняется административному округу Верхняя Бавария. Входит в состав района Нойбург-Шробенхаузен. Население составляет 2188 человек (на 31 декабря 2010 года). Занимает площадь 27,32 км².
Коммуна подразделяется на 17 сельских округов.